# Marcellus Mihály
Marcellus Mihály (Budapest, 1962. május 6. –) író. Eredeti neve Mészáros Mihály, írói neve Michael Mansfield. 
A Marcellus művészi álnév azon írói tevékenységének a névjegye, amellyel bemutatni igyekszik a római kori Pannonia hiteles történetét, eseményeit, érdekességeit, melyek kutatási eredményeire és tanulmányaira támaszkodnak. E műfaji jegy neve "pannonrómai irodalom", bár emellett más területek rómaiságát is igyekszik "regényes" módon bejárni.

## Életrajza
Mészáros Mihály Budapesten nevelkedett, vallásos közegben. Bevallása szerint ez – a tisztelet és emberszeretet mellett – megajándékozta a misztika, az ókori történelem és a Biblia iránti odaadással. E három dolog a későbbiek során valóban kiérződik a műveiből. Sokféle tevékenységgel teltek fiatal évei, de leginkább a művészetek ragadták magukkal (pl. dobosként és gitárosként is működött, sőt, a mai napig dobol egy blueszenekarban. Ezenkívül a képzőművészettel is közelebbi kapcsolatba került.)
2001-ben végül győzött az irodalmi érdeklődés és a mesélni vágyás. Michael Mansfieldként debütált, amikor is fél év alatt egyszerre három könyve jelent meg, amelyek a misztikus thrillerek világába kalauzoltak el (A halál túl kevés, Tűzlidérc, A Pad). Később még két önálló munkája született e műfajban (Pokoli túra, Falánkság), s ezt követte a sci-fi iránti érdeklődés egy rövid ideig, melyből novellák, kisregények sora született.
2006-ban megalapította a Tinta-Klub nevű írószövetséget, amely a misztikus regényirodalom népszerűsítését és ifjú tehetségek felkarolását tűzte ki zászlajára. E szövetség némiképp átalakulva a mai napig is megjelentet antológiákat, elsősorban e-könyv formátumban, a Klubhoz tartozó PI-kiadó gondozásában.
2008-ban egy Zsoldos Péter-díjasokat bemutató ünnepi kötetben Nemere István az utódjának jelölte az addig Mansfieldként alkotó szerzőt.
2009-ben megalapította a Penna kulturális magazint, amely elsősorban könyvek és filmek ajánlójával, szerzők népszerűsítésével foglalkozik.
2011-ben végül a másik gyerekkori benyomás, a történelem szeretete került túlsúlyba, és ennek hatására Marcellus Mihály néven ókori római történelmi regények írásába fogott. Marcellus vallja, hogy a hitelesség elengedhetetlen e műfajban, ezért saját bevallása szerint több időt tölt könyvtárakban, kortörténeti, régészeti irodalmat böngészve, mint a klaviatúra mögött, amikor a már megtervezett regényt írja. Fontosnak tartja Pannonia ókori bemutatását, ezért római regényeinek zöme a mai Dunántúlon játszódik, és minden esetben valóságos eseményeket dolgoz fel. E regénysorozat címe Pannonia Romanum. Ennek égisze alatt eddig két könyve jelent meg. (A veterán, Aquincum farkasa – A kelta szív). Mindkét regény ma ajánlott olvasmány a nyolc évfolyamos gimnáziumi kerettantervben, ami egyedi eredménynek számít.
2013-tól a Gold Book égisze alatt jelennek meg regényei, elsőként visszamenőleg újra napvilágra kerül A veterán és az Aquincum farkasa, majd ezt követi az Északi vihar című nagyregény, amely Marcus Aurelius Pannonia földjén folytatott háborújáról szól.
A 2013-ban megalakuló Történelmiregény-írók Társasága (TRT) titkárának választották.
2014-ben további két művel ajándékozta meg olvasóit. Az egyik Az idő tava címet viseli és az ókori Egyiptomba, Tutanhamon idejébe visz vissza. A másik A Pannon címmel tovább boncolgatja Pannonia sorsát.

## Megjelent könyvei
- A Halál túl kevés… (Michael Mansfield néven, Puedlo Kiadó, 2001)
- Tűzlidérc (Michael Mansfield néven, Puedlo Kiadó, 2001)
- A Pad (Michael Mansfield néven, Puedlo Kiadó, 2001)
- Pokoli túra (Michael Mansfield néven, Puedlo Kiadó, 2003)
- Falánkság (Michael Mansfield néven, Mithol Kiadó, 2005)
- A veterán (Marcellus Mihály néven, Historium Kiadó, 2011)
- Aquincum farkasa (Marcellus Mihály néven, Historium Kiadó, 2012)
- A veterán – Aquincum farkasa - egy kötetben (Marcellus Mihály néven, Gold Book Kiadó, 2013)
- Északi vihar (Marcellus Mihály néven, Gold Book Kiadó, 2013)
- Masada - Az utolsó szikla (Marcellus Mihály néven, Diaspora Kiadó, 2013)
- Az idő tava (Marcellus Mihály néven, Historycum Kiadó, 2014)
- A Pannon (Marcellus Mihály néven, Gold Book Kiadó, 2014)
- Marcellus Mihály: Az utolsó háború. Marcus Aurelius Pannóniában; Gold Book, Debrecen, 2015 (Pannonia Romanum)[1]
- Marcellus Mihály: A trónbitorló. Aeterna Roma; Gold Book, Debrecen, 2015
- Michael Mansfield: Idegen árny; Adamo Books, Szarvas–Bp., 2016
- Michael Mansfield: Rémsziget; Adamo Books, Szarvas–Bp., 2016
- Marcellus Mihály: Isten lehettél volna. A valódi Commodus; Gold Book, Debrecen, 2016 (Pannonia Romanum)